# 4842 Atsushi
4842 Atsushi este un asteroid din centura principală, descoperit pe 21 noiembrie 1989 de Seiji Ueda și Hiroshi Kaneda.